# Jan Brand (hockeyer)
Johannes Willem (Jan) Brand (Amsterdam, 24 juni 1908 - Rotterdam, 29 juni 1969) was een Nederlandse hockeyer. Hij nam eenmaal deel aan de Olympische Spelen.
Brand speelde voor de Hilversumsche Mixed Hockey Club en maakte deel uit van het Nederlands team dat op de Olympische Zomerspelen in 1928 een zilveren medaille won.
Jan Ankerman · 
Jan Brand · 
Emile Duson · 
Gerrit Jannink · 
Adriaan Katte · 
August Kop · 
Paul van de Rovaart · 
Ab Tresling · 
Robert van der Veen · 
Hendrik Philip Visser 't Hooft · 
Rein de Waal · 
C. J. J. Hardebeck · 
T. F. Hubrecht · 
G. Leembruggen · 
H. J. L. Mangelaar Meertens · 
Otto Muller von Czernicki · 
W. J. van Citters · 
C. J. van der Hagen · 
Tonny van Lierop · 
J. J. van Tienhoven van den Bogaard · 
J. M. van Voorst van Beest · 
N. Wenholt · 
Coach: Jaap Quarles van Ufford